# Nuraghe Izzana
Nuraghe Izzana, est un nuraghe situé dans la Valle della Luna au nord d'Aggius, parfois localisé à tort sur le territoire d'Aggius, mais en réalité localisé sur le territoire de Tempio Pausania. Il est en général présenté comme le plus grand nuraghe de Gallura. Le nuraghe date du nuragique II : il aurait été construit autour des années 1500 av. J.-C..

## Description
Nuraghe Izzana se distingue par le fait qu'il est d'architecture mixte : il est à la fois un « nuraghe en couloir » et un « nuraghe en tholos ». La chambre centrale — celle du tholos — est intacte ; par contre les chambres latérales sont endommagées. Le nuraghe dispose de deux entrées : l'une au sud-ouest (l'entrée principale) et l'autre au sud.
La tour a une forme triangulaire et ses coins sont arrondis ; sa hauteur est de 7,45 m.